# Phosphila macerata
Phosphila macerata är en fjärilsart som beskrevs av Smith 1902. Phosphila macerata ingår i släktet Phosphila och familjen nattflyn. Inga underarter finns listade i Catalogue of Life.